# Arthrodibius laxepunctatus
Arthrodibius laxepunctatus is een keversoort uit de familie zwartlijven (Tenebrionidae). De wetenschappelijke naam van de soort is voor het eerst geldig gepubliceerd in 1884 door Léon Marc Herminie Fairmaire.